# Eremobates pallipes
Espèce
Synonymes
- Galeodes pallipes Say, 1823
- Galeodes subulata Say, 1823

Eremobates pallipes est une espèce de solifuges de la famille des Eremobatidae.

## Distribution
Cette espèce est endémique des États-Unis. Elle se rencontre au Colorado, au Wyoming, au Dakota du Sud, au Nebraska, en Oklahoma, au Texas et au Nouveau-Mexique.

## Description
Les mâles mesurent de 15,0 à 26,0 mm et les femelles de 22,0 à 32,0 mm.

## Publication originale
- Say, 1823 : Account of an expedition from Pittsburgh to the Rocky Mountains, performed in the years 1819 and '20 : by order of the Hon. J.C. Calhoun, secretary of war: under the command of Maj. S. H. Long of the U.S. top engineeers. Compiled from the notes of Major Long, Mr. T. Say, and other gentlemen of the exploring party, vol. 2, p. 1-356 (texte intégral).